# Cicurina wartoni
Cicurina wartoni là một loài nhện trong họ Dictynidae.
Loài này thuộc chi Cicurina. Cicurina wartoni được Willis J. Gertsch miêu tả năm 1992.